# Donovan Bailey
Donovan Bailey (Manchester, Jamaica, 16 de dezembro de 1967) é um ex-velocista canadense.
Foi jogador de basquetebol antes de sua graduação no Queen Elizabeth Park High School, em Oakville.
Ele também foi um sucesso como corretor de ações.
Como velocista o seu foco foi a prova de 100 metros rasos. O seu treinamento iniciado em 1991, foi intensificado em 1994.
Foi o recordista mundial da prova com a marca de 9 s 84, obtida em 27 de julho de 1996, na Olimpíada realizada em Atlanta, Estados Unidos da América.